# Rhamphomyia subcinarescens
Rhamphomyia subcinarescens är en tvåvingeart som beskrevs av Collin 1926. Rhamphomyia subcinarescens ingår i släktet Rhamphomyia och familjen dansflugor. Inga underarter finns listade i Catalogue of Life.